# C/2012 H2 McNaught
C/2012 H2 (McNaught) è una cometa periodica appartenente al gruppo delle comete chiamate halleidi, queste comete hanno elementi orbitali simili a quelli della Cometa di Halley. La cometa ha un'orbita retrograda che percorre in circa 64 anni e un perielio a circa 1,7 UA il che fa sì che al contrario della cometa di Halley non possa mai essere vista ad occhio nudo o anche con un piccolo telescopio.
Si presume che abbia un periodo orbitale di quasi 65 anni.